# Oxytate parallela
Oxytate parallela es una especie de araña cangrejo del género Oxytate, familia Thomisidae. Fue descrita científicamente por Simon en 1880.

## Distribución
Esta especie se encuentra en Asia: China y Corea.

## Tratamiento taxonómico
La especie aparece registrada y publicada en Etudes arachnologiques. 11e Mémoire. XVII. Arachnides recueilles aux environs de Pékin par M. V. Collin de Plancy. Annales de la Société Entomologique de France (5) 10: 97–128.